# Locate di Triulzi
Locate di Triulzi (bis 1862 einfach Locate) ist eine italienische Gemeinde in der Metropolitanstadt Mailand mit 10.332 Einwohnern (Stand 31. Dezember 2023). Sie liegt südlich von Mailand innerhalb des Parco Agricolo Sud Milano.

## Geschichte
Locate bei Mailand beherbergte bereits im frühen Mittelalter einen Königshof. Graf Hugo von Tours aus der Familie der Etichonen trug im 9. Jahrhundert den Titel eines dux de Locate, nachdem ihm dieses Königsgut übereignet worden war.

## Bevölkerungsentwicklung
Locate di Triulzi zählt 3597 Privathaushalte. Zwischen 1991 und 2001 stieg die Einwohnerzahl von 8148 auf 8222. Dies entspricht einem Zuwachs von 0,9 %.